# Un seduttore in incognito
(Frase iniziale del film detta dal protagonista Alex (X))
Un seduttore in incognito (Boy Culture) è un film statunitense basato sull'omonimo romanzo di Matthew Rettenmund e diretto dal regista Q. Allan Brocka. Il film ha vinto, al Philadelphia International Gay & Lesbian Film Festival 2006, il premio giuria come miglior film.
Racconta la vita di tre coinquilini, tra legami sentimentali e grande amicizia. Nei primi mesi del 2007 è uscito nelle sale.

## Trama
X è un escort maschile in assidua ricerca d'affetto. È innamorato segretamente di Andrew, uno dei coinquilini. Joei è il più piccolo dei tre (è diciassettenne) ma non per questo meno attivo; la sua vita si sposta da conquiste continue a serate sfrenate in discoteca.
Uno dei clienti di X, o "discepoli" come li chiama il protagonista, è Gregory, uomo in avanzata età che trascorre il tempo con lui parlando, pagandolo comunque ogni volta.
I discorsi dell'enigmatico Gregory finiranno per far crollare le difese del ragazzo, "costruite" per non dare a vedere che un gigolò potesse amare.
Da questo momento le relazioni tra i 3 ragazzi si complicano, i sentimenti si rafforzano e le situazioni diventano sempre più intriganti.